# Lední hokej na Zimních olympijských hrách 2006 – kvalifikace ženy
Kvalifikace na olympijský turnaj 2006 byla soutěž hokejových reprezentačních celků, která určila poslední tři účastníky olympijského turnaje.

## Kvalifikační systém
Na ženský olympijský turnaj se kvalifikovaly čtyři nejlepší týmy z Mistrovství světa 2004, tři nejlepší týmy z olympijské kvalifikace a pořadatelská Itálie. Olympijskou kvalifikaci hrály týmy, které byly po Mistrovství světa 2004 ve světovém žebříčku IIHF na 5.–16. místě. Patnáctá KLDR a šestnácté Dánsko z kvalifikace odstoupily, nahradilo je pouze 26. Slovinsko, proto se hrálo ve dvou čtyřčlenných a jedné tříčlenné skupině, systémem každý s každým. Na olympijský turnaj postoupili vítězové skupin.

## Kvalifikované týmy na olympijský turnaj
- Kanada
- USA
- Švédsko
- Finsko
- Itálie
- Kvalifikant 1 –  Rusko
- Kvalifikant 2 –  Německo
- Kvalifikant 3 –  Švýcarsko

## Výsledky a tabulky

### Skupina A
|    |               | RUS   | JPN   | CZE   | V     | R     | P     | Skóre | B     |
| 1. | Rusko         | ***   | 3:2   | 3:0   | 2     | 0     | 0     | 6:2   | 4     |
| 2. | Japonsko      | 2:3   | ***   | 4:1   | 1     | 0     | 1     | 6:4   | 2     |
| 3. | Česko         | 0:3   | 1:4   | ***   | 0     | 0     | 2     | 1:7   | 0     |
| #  | Severní Korea | [ 1 ] | [ 1 ] | [ 1 ] | [ 1 ] | [ 1 ] | [ 1 ] | [ 1 ] | [ 1 ] |

 Česko –  Rusko 0:3 (0:3, 0:0, 0:0) 
11. listopadu 2004 (18:30) – Podolsk
 Japonsko –  Česko 4:1 (0:1, 2:0, 2:0) 
12. listopadu 2004 (18:30) – Podolsk
 Rusko –  Japonsko 3:2 (2:0, 1:1, 0:1) 
13. listopadu 2004 (17:00) – Podolsk

### Skupina B
|    |            | GER  | KAZ  | LAT  | SLO  | V | R | P | Skóre | B |
| 1. | Německo    | ***  | 5:0  | 5:1  | 10:1 | 3 | 0 | 0 | 20:2  | 6 |
| 2. | Kazachstán | 0:5  | ***  | 4:1  | 17:0 | 2 | 0 | 1 | 21:6  | 4 |
| 3. | Lotyšsko   | 1:5  | 1:4  | ***  | 11:2 | 1 | 0 | 2 | 13:11 | 2 |
| 4. | Slovinsko  | 1:10 | 0:17 | 2:11 | ***  | 0 | 0 | 3 | 3:38  | 0 |

 Kazachstán –  Slovinsko 17:0 (4:0, 8:0, 5:0) 
11. listopadu 2004 (16:00) – Bad Tölz
 Lotyšsko –  Německo 1:5 (1:2, 0:1, 0:2) 
11. listopadu 2004 (19:30) – Bad Tölz
 Kazachstán –  Lotyšsko 4:1 (1:0, 2:0, 1:1) 
13. listopadu 2004 (15:00) – Bad Tölz
 Německo –  Slovinsko 10:1 (3:0, 4:0, 3:1) 
13. listopadu 2004 (18:30) – Bad Tölz
 Slovinsko –  Lotyšsko 2:11 (1:2, 0:7, 1:2) 
14. listopadu 2004 (14:30) – Bad Tölz
 Německo –  Kazachstán 5:0 (1:0, 2:0, 2:0)
14. listopadu 2004 (18:00) – Bad Tölz

### Skupina C
|    |           | SUI | CHN  | FRA | NOR  | V | R | P | Skóre | B |
| 1. | Švýcarsko | *** | 3:2  | 4:3 | 8:0  | 3 | 0 | 0 | 15:5  | 6 |
| 2. | Čína      | 2:3 | ***  | 7:1 | 10:0 | 2 | 0 | 1 | 19:4  | 4 |
| 3. | Francie   | 3:4 | 1:7  | *** | 4:2  | 1 | 0 | 2 | 8:13  | 2 |
| 4. | Norsko    | 0:8 | 0:10 | 2:4 | ***  | 0 | 0 | 3 | 2:22  | 0 |

 Švýcarsko –  Norsko 8:0 (2:0, 2:0, 4:0) 
11. listopadu 2004 (14:30) – Peking
 Francie –  Čína 1:7 (1:3, 0:3, 0:1) 
11. listopadu 2004 (18:30) – Peking
 Švýcarsko –  Francie 4:3 (0:1, 3:1, 1:1) 
12. listopadu 2004 (14:30) – Peking
 Čína –  Norsko 10:0 (1:0, 2:0, 7:0) 
12. listopadu 2004 (18:30) – Peking
 Norsko –  Francie 2:4 (1:0, 0:4, 1:0) 
14. listopadu 2004 (14:30) – Peking
 Čína –  Švýcarsko 2:3 (0:0, 0:0, 2:3) 
14. listopadu 2004 (18:30) – Peking